# Rio Acima
Rio Acima es un municipio brasileño del estado de Minas Gerais. Está situado en la Región Metropolitana de Belo Horizonte, a tan sólo 39 kilómetros de la capital estatal, en un punto estratégico.
- Localización: Zona Metalúrgica, en la Región Metropolitana de Belo Horizonte.
- Principales cursos de agua: Río das Velhas, Río do Peixe, Córrego do Vilela, Córrego do Mingu, Córrego do Viana, Córrego Fazenda Velha, Córrego da Água Limpa y Córrego Santo Antônio.
- Principales vías que sirven al municipio: BR–356 y MG-030.